# Ella Wheeler Wilcox
Pour les articles homonymes, voir Wheeler et Wilcox.

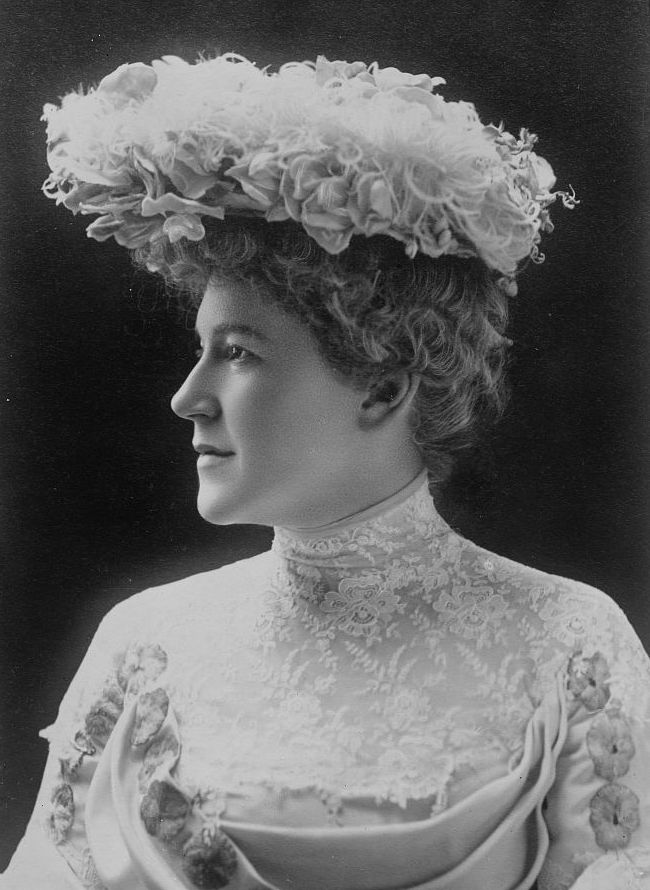
Ella Wheeler Wilcox vers 1919.

Ella Wheeler Wilcox, née le 5 novembre 1850 à Johnstown (Wisconsin) et morte le 30 octobre 1919 à Branford (Connecticut), est une femme de lettres et poétesse américaine. Elle est principalement connue pour son livre  Poems of Passion. Son autobiographie, The Worlds and I, est publiée en 1918, un an avant sa mort.

## Œuvre

### Livres (autobiographie)
- The Heart of New Thought, Chicago : The Psychic Research Company, 1902.  92 pages.
- A Woman of the World: Her Counsel to Other People's Son and Daughters ; L.C. Page and Company, Boston, 1905. 310 pages.
- The Worlds and I, New York : George II Doran Company, c. 1918

### Poésie
- The Invisible Helpers in Cosmopolitan 57 (octobre 1914) : 578-579
- The Voice of the Voiceless
- Disarmament
- Roads to God
- To An Astrologer
- Secret Thoughts
- An Ambitious Man
- An Englishman and Other Poems
- Hello, Boys!
- The Kingdom of Love
- Maurine and other Poems
- Poems of Cheer
- Poems of Experience
- Poems of Optimism
- Poems of Passion
- Poems of Power
- Poems of Problems
- Poems of Progress
- Poems of Purpose
- Poems of Sentiment
- A Woman of the World
- Yesterdays
- Poems of Reflection, 1905 copyright, M. A. Donahue & Co. (publisher)
- Poems of Affection, 1920 Gay and Hancock Ltd, Covent Garden, Londres

## Source
- (en) Cet article est partiellement ou en totalité issu de l’article de Wikipédia en anglais intitulé « Ella Wheeler Wilcox » (voir la liste des auteurs).